# Ставківська сільська рада (Зіньківський район)
Ставківська сільська рада — колишній орган місцевого самоврядування у Зінківському районі Полтавської області з центром у селі Ставкове.

## Населені пункти
Сільраді були підпорядковані населені пункти:
- c. Ставкове
- с. Арсенівка
- с. Дамаска
- с. Михайлівка